# Caso de las joyas de Jair Bolsonaro

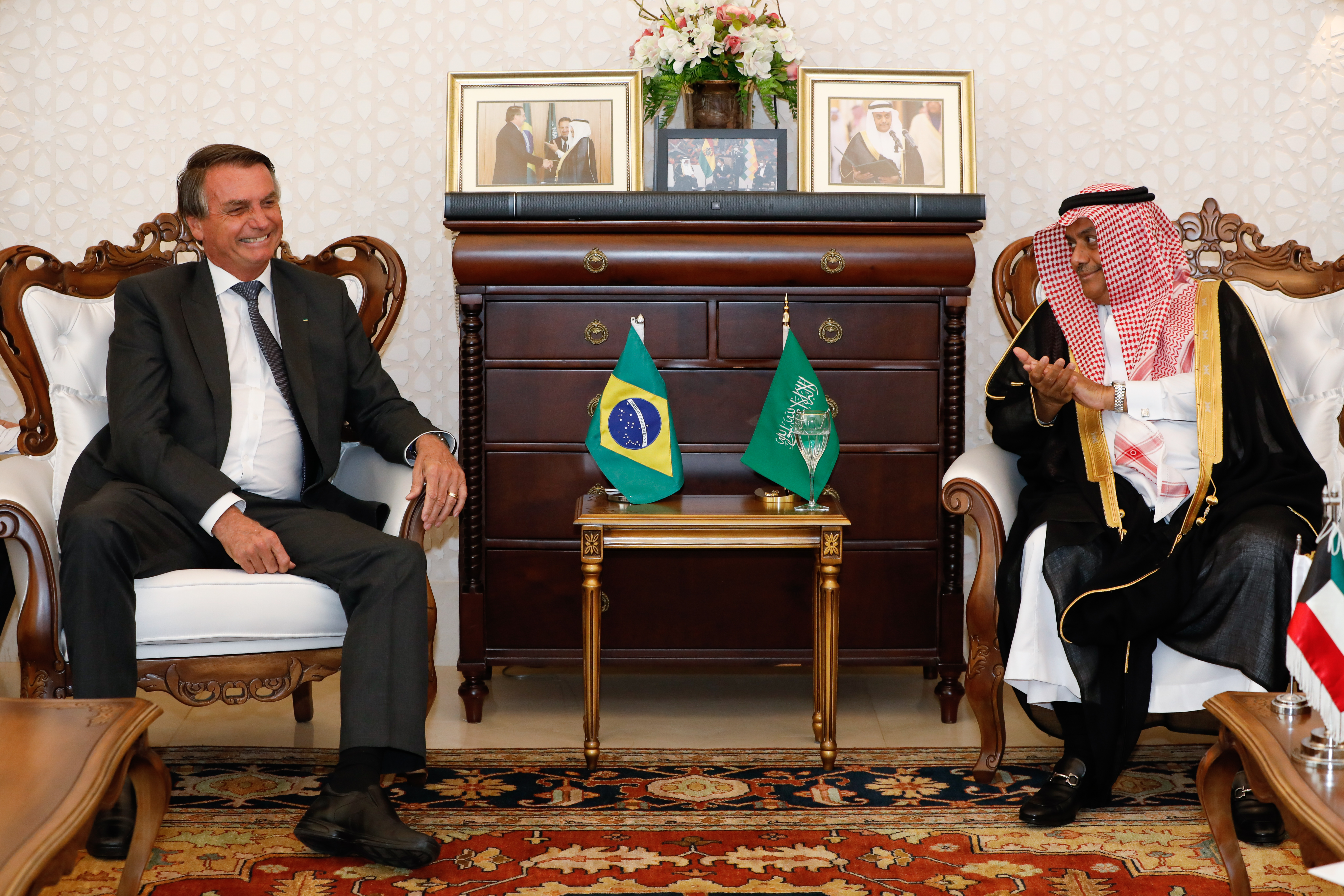
El entonces presidente Jair Bolsonaro almorzó en la embajada de Arabia Saudita en Brasilia el mismo día en que Bento Albuquerque recibió regalos en Arabia Saudita.

El caso de las joyas que involucra a Jair Bolsonaro se refiere a un episodio que comenzó en octubre de 2021, cuando el gobierno de Bolsonaro intentó traer a Brasil, posiblemente de manera ilegal, joyas regaladas por Arabia Saudita a la primera dama y al propio presidente. El caso fue expuesto en 2023 por el diario O Estado de S. Paulo, lo que generó sospechas sobre la legalidad del caso. En el informe, las piezas fueron descritas con un valor de 16,5 millones de reales (aprox. 3,1 millones de dólares), aunque la Hacienda Federal las valoró posteriormente en 5 millones de reales (965.000 dólares). La investigación abierta por la Policía Federal de Brasil investiga posibles delitos de malversación y peculado de fondos.

## Elementos
A priori, los objetos interceptados se encontraban en una escultura con forma de caballo, con daños visibles en la zona de las patas. Contenía un estuche cuyo contenido era un collar, un anillo, un reloj y un par de pendientes de diamantes de la marca suiza Chopard, valorados en 3 millones de euros. La prensa informó más tarde de la existencia de un segundo paquete, que contenía artículos masculinos como un reloj, gemelos, un anillo, un bolígrafo y una misbaha. Estos artículos, según el expresidente, estaban destinados a su colección personal.

## Caso
A mediados de 2021, el ministro de Minas y Energía, Bento Albuquerque, viajó a Arabia Saudita para representar al gobierno brasileño en la cumbre Iniciativa Verde de Oriente Medio, celebrada en la capital de ese país. Al regresar, el 27 de octubre de 2021, las joyas, que estaban en la mochila de su asesor Marcos André Soeiro, fueron incautadas en el aeropuerto de Guarulhos durante una inspección de rutina. En Brasil, es obligatorio declarar ante las autoridades tributarias cualquier activo que ingrese al país cuyo valor supere los mil dólares, de lo contrario el ingreso es ilegal.
La forma correcta de recuperar las joyas habría sido pagar el impuesto de importación, que equivale al 50% del valor estimado del artículo, además de una multa de otro 25%, por intentar ingresar ilegalmente los artículos al país. Por tanto, la recuperación formal y legítima de las joyas incautadas costaría 12,3 millones de reales (2,3 millones de dólares). Como el pago estaba fuera de discusión, Bolsonaro tuvo que recurrir a los organismos gubernamentales.
Poco después, el ministro regresó a la zona de aduanas e intentó utilizar su cargo para liberarlos. En ese momento, grabado por las cámaras de seguridad, Albuquerque dijo que se trataba de un regalo del gobierno saudita a Michelle Bolsonaro. Aun así, el agente de Hacienda retuvo las joyas. Luego de no poder retirar los artículos en la aduana, el Ministerio de Minas y Energía se comunicó con el Ministerio de Relaciones Exteriores el 3 de noviembre de 2021. El Ministerio de Relaciones Exteriores brasileño reforzó la presión sobre la Hacienda, pidiendo «medidas necesarias para liberar los bienes retenidos», a través de un oficio. La Secretaría de Hacienda responsable del área volvió a negar la entrega de las piezas e informó que el único procedimiento a seguir sería el reglamentario: el pago de la multa y el impuesto. Cerca de un mes después de la interceptación de las joyas, el secretario de la Hacienda Federal, jefe de la agencia, fue despedido por el entonces ministro de Economía, Paulo Guedes.
En ese momento, incluso la directiva de la Hacienda se unió al grupo de trabajo para liberar las joyas. Sin embargo, los empleados de la agencia, que tienen estabilidad en su función y son empleados estatales, resistieron la presión e hicieron cumplir la ley.
Bolsonaro intentó recuperar las joyas ocho veces utilizando su propio gabinete, tres ministerios (Economía, Minas y Energía y Asuntos Exteriores) y el ejército; el último intento fue el 29 de diciembre de 2022, tres días antes del final de su mandato, pero no tuvo éxito.
Respecto al episodio, la Hacienda Federal publicó una nota aclaratoria el 4 de marzo de 2023, señalando que:

(...) la Hacienda Federal vela por que los agentes de aduana cumplan con sus deberes legales con orgullo, cortesía, profesionalismo e impersonalidad, honrando a la institución a la que pertenecen.

## Investigaciones
El 26 de marzo de 2024, el general Mauro Lourena Cid, padre del teniente coronel Mauro Cid, en una declaración en la sede de la Policía Federal en Brasilia, dijo que no escondió las joyas de Bolsonaro y «sólo procuró evaluar dos juegos que recibió de sus viajes en el extranjero». Respecto al dinero llevado al exterior, Lourena Cid informó que disponía de alrededor de 68 mil dólares para realizar algunas compras. El testimonio duró más de dos horas y fue transcrito en tres páginas, según el abogado.

## Revelación

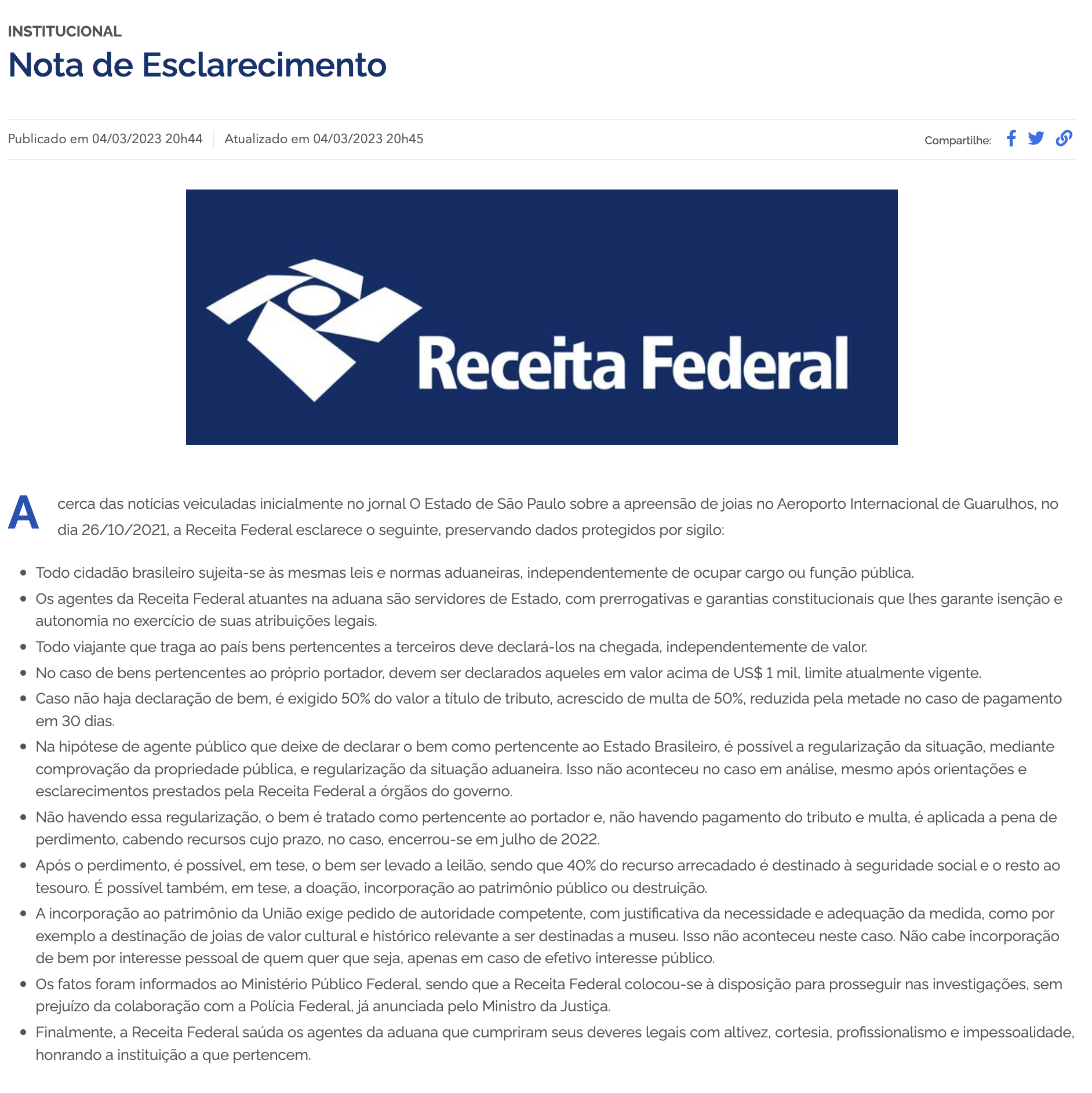
Comunicado emitido por la Hacienda Federal de Brasil informando que los hechos fueron remitidos al MPF y que se encuentra a disposición para «continuar las investigaciones».

El 3 de marzo de 2023, Adriana Fernandes y André Borges publicaron un artículo en O Estado de S. Paulo exponiendo el caso. Hubo repercusión internacional por periódicos como The Washington Post, Clarín y Le Figaro, de la prensa estadounidense, argentina y francesa, respectivamente.